# ATS D1
L'ATS D1 fu una monoposto di Formula 1 messa in pista dal team tedesco omonimo.
Spinta dal classico motore Cosworth DFV V8, fu progettata da John Gentry e Gustav Brunner. Il telaio fu realizzato in alluminio e furono montati pneumatici Goodyear.
La vettura, costruita ispirandosi alle wing cars in voga all'epoca, si dimostrò molto deludente a prese parte solamente ai 2 Gran Premi finali del 1978 con Keke Rosberg al volante. A partire dalla stagione successiva venne sostituita dal modello D2.